# Secretar de stat pentru afaceri externe și Commonwealth
Secretarul principal de stat al Majestății Sale pentru afaceri externe și Commonwealth (în engleză His Majesty's Principal Secretary of State for Foreign and Commonwealth Affairs), menționat în mod normal ca secretarul pentru afaceri externe, este un funcționar de rang înalt din cadrul guvernului Regatului Unit al Marii Britanii și Irlandei de Nord și șef al Biroului pentru Afaceri Externe și Commonwealth (în engleză Foreign and Commonwealth Office). Secretarul de stat pentru afaceri externe este membru al cabinetului Regatului Unit al Marii Britanii, iar acest post este considerat a fi unul dintre cele mai înalte posturi guvernamentale. Este un post similar cu cel de ministru de externe din alte țări. Secretarul de stat pentru afaceri externe răspunde direct în fața prim-ministrului Regatului Unit.
Responsabilitățile principale ale secretarului de stat pentru afaceri externe sunt următoarele: relațiile cu țările străine, promovarea intereselor britanice în străinătate, diferite aspecte legate de Comunitatea Națiunilor și Teritoriile britanice de peste mări. Secretarul de stat pentru afaceri externe realizează supravegherea instituțională a Serviciului Secret de Informații (MI6) și a Government Communications Headquarters (GCHQ). Secretarul de stat pentru afaceri externe lucrează în clădirea Foreign Office din Whitehall, iar reședințele sale oficiale sunt 1 Gardens Carlton din Londra și Chevening din Kent. Margaret Beckett, numită în 2006 de Tony Blair, este singura femeie care a ocupat acest post.
Actualul secretar de stat pentru afaceri externe este David Lammy, care a preluat acest post în urma demisiei lui David Cameron la 5 iulie 2024.

## Istoric
Postul de secretar de stat pentru afaceri externe a fost creat în urma reorganizării guvernamentale britanice din 1782, prin care Northern Department și Southern Department au devenit Home Office și respectiv Foreign Office. În cele din urmă, postul de secretar de stat pentru afaceri externe și Commonwealth a luat ființă în 1968, prin fuziunea funcțiilor de secretar de stat pentru afaceri externe și secretar de stat pentru afacerile Commonwealth-ului într-un singur departament de stat. India Office a fost un departament constitutiv din trecut al Foreign Office, la fel cum au fost Colonial Office și Dominions Office.

## Lista secretarilor pentru afaceri externe

### Secretari de stat pentru afaceri externe (1782-1968)
| Portret                             | Portret                              | Nume (n.–d.)                                                                                           | Perioadă           | Perioadă           | Partid           | Guvern                             | Monarh (domnie)               | Ref.  |
| ----------------------------------- | ------------------------------------ | --- | ------------------ | ------------------ | ---------------- | ---------------------------------- | ----------------------------- | ----- |
|                                     |                                      | Charles James Fox Parlamentar de Westminster (1749–1806)                                               | 27 martie 1782     | 5 iulie 1782       | Whig             | Rockingham II                      | George al III-lea (1760–1820) | [ 5 ] |
|                                     |                                      | Thomas Robinson Al 2-lea Baron Grantham (1738–1786)                                                    | 13 iulie 1782      | 2 aprilie 1783     | Whig             | Shelburne (Whig–Tory)              | George al III-lea (1760–1820) | [ 5 ] |
|                                     |                                      | Charles James Fox Parlamentar de Westminster (1749–1806)                                               | 2 aprilie 1783     | 19 decembrie 1783  | Whig             | Fox–North                          | George al III-lea (1760–1820) | [ 5 ] |
|                                     |                                      | George Nugent-Temple-Grenville Al 3-lea Conte Temple (1753–1813)                                       | 19 decembrie 1783  | 23 decembrie 1783  | Tory             | Pitt I                             | George al III-lea (1760–1820) | [ 5 ] |
|                                     |                                      | Francis Osborne Al 5-lea Duce de Leeds (1751–1799)                                                     | 23 decembrie 1783  | mai 1791           | Tory             | Pitt I                             | George al III-lea (1760–1820) | [ 5 ] |
|                                     |                                      | William Grenville Primul Baron Grenville (1759–1834)                                                   | 8 iunie 1791       | 20 februarie 1801  | Tory             | Pitt I                             | George al III-lea (1760–1820) | [ 5 ] |
|                                     |                                      | Robert Jenkinson Al 2-lea Baron Hawkesbury Parlamentar de Rye (1770–1828)                              | 20 februarie 1801  | 14 mai 1804        | Tory             | Pitt I                             | George al III-lea (1760–1820) | [ 5 ] |
|                                     | Addington                            | Robert Jenkinson Al 2-lea Baron Hawkesbury Parlamentar de Rye (1770–1828)                              | 20 februarie 1801  | 14 mai 1804        | Tory             |                                    | George al III-lea (1760–1820) | [ 5 ] |
|                                     |                                      | Dudley Ryder Al 2-lea Baron Harrowby (1762–1847)                                                       | 14 mai 1804        | 11 ianuarie 1805   | Tory             | Pitt II                            | George al III-lea (1760–1820) | [ 5 ] |
|                                     |                                      | Henry Phipps Al 3-lea Baron Mulgrave (1755–1831)                                                       | 11 ianuarie 1805   | 7 februarie 1806   | Tory             | Pitt II                            | George al III-lea (1760–1820) | [ 5 ] |
|                                     |                                      | Charles James Fox Parlamentar de Westminster (1749–1806)                                               | 7 februarie 1806   | 13 septembrie 1806 | Whig             | All the Talents (Whig–Tory)        | George al III-lea (1760–1820) | [ 5 ] |
|                                     |                                      | Charles Grey Viconte Howick Parlamentar de Northumberland (1764–1845)                                  | 24 septembrie 1806 | 25 martie 1807     | Whig             | All the Talents (Whig–Tory)        | George al III-lea (1760–1820) | [ 5 ] |
|                                     |                                      | George Canning Parlamentar de Newtown (Isle of Wight) → Hastings (1770–1827)}}                         | 25 martie 1807     | 11 octombrie 1809  | Tory             | Portland II                        | George al III-lea (1760–1820) | [ 5 ] |
|                                     |                                      | Henry Bathurst Al 3-lea Conte Bathurst (1762–1834)                                                     | 11 octombrie 1809  | 6 decembrie 1809   | Tory             | Perceval                           | George al III-lea (1760–1820) | [ 5 ] |
|                                     |                                      | Richard Wellesley Primul Marchiz Wellesley (1760–1842)                                                 | 6 decembrie 1809   | 4 martie 1812      | Independent      | Perceval                           | George al III-lea (1760–1820) | [ 5 ] |
|                                     |                                      | Robert Stewart Al 2-lea Marchiz de Londonderry (1769–1822)                                             | 4 martie 1812      | 12 august 1822     | Tory             | Liverpool                          | George al III-lea (1760–1820) | [ 5 ] |
|                                     | George al IV-lea (1820–1830)         | Robert Stewart Al 2-lea Marchiz de Londonderry (1769–1822)                                             | 4 martie 1812      | 12 august 1822     | Tory             | Liverpool                          |                               | [ 5 ] |
|                                     |                                      | George Canning Parlamentar în 3 circumscripții diferite (1770–1827)                                    | 16 septembrie 1822 | 30 aprilie 1827    | Tory             | Liverpool                          | [ 5 ]                         |       |
|                                     |                                      | John Ward Primul Conte de Dudley (1781–1833)                                                           | 30 aprilie 1827    | 2 iunie 1828       | Tory             | Canning (Canningit–Whig)           | [ 5 ]                         |       |
| Goderich                            |                                      | John Ward Primul Conte de Dudley (1781–1833)                                                           | 30 aprilie 1827    | 2 iunie 1828       | Tory             |                                    | [ 5 ]                         |       |
|                                     | Wellington–Peel                      | John Ward Primul Conte de Dudley (1781–1833)                                                           | 30 aprilie 1827    | 2 iunie 1828       | Tory             |                                    | [ 5 ]                         |       |
|                                     |                                      | George Hamilton-Gordon Al 4-lea Conte de Aberdeen (1784–1860)                                          | 2 iunie 1828       | 22 noiembrie 1830  | Tory             | [ 5 ]                              |                               |       |
|                                     | William al IV-lea (1830–1837)        | George Hamilton-Gordon Al 4-lea Conte de Aberdeen (1784–1860)                                          | 2 iunie 1828       | 22 noiembrie 1830  | Tory             | [ 5 ]                              |                               |       |
|                                     |                                      | Henry John Temple Al 3-lea Viconte Palmerston Parlamentar de 3 constituencies respectively (1784–1865) | 22 noiembrie 1830  | 14 noiembrie 1834  | Whig             | Grey                               | [ 5 ]                         |       |
| Melbourne I                         |                                      | Henry John Temple Al 3-lea Viconte Palmerston Parlamentar de 3 constituencies respectively (1784–1865) | 22 noiembrie 1830  | 14 noiembrie 1834  | Whig             |                                    | [ 5 ]                         |       |
|                                     |                                      | Arthur Wellesley Primul Duce de Wellington (1769–1852)                                                 | 14 noiembrie 1834  | 18 aprilie 1835    | Tory             | Wellington (interimar)             | [ 5 ]                         |       |
|                                     | Conservator                          | Arthur Wellesley Primul Duce de Wellington (1769–1852)                                                 | 14 noiembrie 1834  | 18 aprilie 1835    | Peel I           |                                    | [ 5 ]                         |       |
|                                     |                                      | Henry John Temple Al 3-lea Viconte Palmerston Parlamentar de Tiverton (1784–1865)                      | 18 aprilie 1835    | 2 septembrie 1841  | Whig             | Melbourne II                       | [ 5 ]                         |       |
|                                     | Victoria (1837–1901)                 | Henry John Temple Al 3-lea Viconte Palmerston Parlamentar de Tiverton (1784–1865)                      | 18 aprilie 1835    | 2 septembrie 1841  | Whig             | Melbourne II                       | [ 5 ]                         |       |
|                                     |                                      | George Hamilton-Gordon Al 4-lea Conte de Aberdeen (1784–1860)                                          | 2 septembrie 1841  | 6 iulie 1846       | Conservator      | Peel II                            | [ 5 ]                         |       |
|                                     |                                      | Henry John Temple Al 3-lea Viconte Palmerston Parlamentar de Tiverton (1784–1865)                      | 6 iulie 1846       | 26 decembrie 1851  | Whig             | Russell I                          | [ 5 ]                         |       |
|                                     |                                      | Granville Leveson-Gower Al 2-lea Conte de Granville (1815–1891)                                        | 26 decembrie 1851  | 27 februarie 1852  | Whig             | Russell I                          | [ 5 ]                         |       |
|                                     |                                      | James Howard Harris Al 3-lea Conte de Malmesbury (1807–1889)                                           | 27 februarie 1852  | 28 decembrie 1852  | Conservator      | Who? Who?                          | [ 5 ]                         |       |
|                                     |                                      | Lord John Russell Parlamentar al City of London (1792–1878)                                            | 28 decembrie 1852  | 21 februarie 1853  | Whig             | Aberdeen (Peelit–Whig)             | [ 5 ]                         |       |
|                                     |                                      | George Villiers Al 4-lea Conte de Clarendon (1800–1870)                                                | 21 februarie 1853  | 26 februarie 1858  | Whig             | Aberdeen (Peelit–Whig)             | [ 5 ]                         |       |
|                                     | Palmerston I                         | George Villiers Al 4-lea Conte de Clarendon (1800–1870)                                                | 21 februarie 1853  | 26 februarie 1858  | Whig             |                                    | [ 5 ]                         |       |
|                                     |                                      | James Howard Harris Al 3-lea Conte de Malmesbury (1807–1889)                                           | 26 februarie 1858  | 18 iunie 1859      | Conservator      | Derby–Disraeli II                  | [ 5 ]                         |       |
|                                     |                                      | John Russell Primul Conte Russell (1792–1878)                                                          | 18 iunie 1859      | 3 noiembrie 1865   | Liberal          | Palmerston II                      | [ 5 ]                         |       |
|                                     |                                      | George Villiers Al 4-lea Conte de Clarendon (1800–1870)                                                | 3 noiembrie 1865   | 6 iulie 1866       | Liberal          | Russell II                         | [ 5 ]                         |       |
|                                     |                                      | Edward Stanley Lord Stanley Parlamentar de King's Lynn (1826–1893)                                     | 6 iulie 1866       | 9 decembrie 1868   | Conservator      | Derby–Disraeli III                 | [ 5 ]                         |       |
|                                     |                                      | George Villiers Al 4-lea Conte de Clarendon (1800–1870)                                                | 9 decembrie 1868   | 6 iulie 1870       | Liberal          | Gladstone I                        | [ 5 ]                         |       |
|                                     |                                      | Granville Leveson-Gower Al 2-lea Conte Granville (1815–1891)                                           | 6 iulie 1870       | 21 februarie 1874  | Liberal          | Gladstone I                        | [ 5 ]                         |       |
|                                     |                                      | Edward Stanley Al 15-lea Conte de Derby (1826–1893)                                                    | 21 februarie 1874  | 2 aprilie 1878     | Conservator      | Disraeli II                        | [ 5 ]                         |       |
|                                     |                                      | Robert Gascoyne-Cecil Al 3-lea Marchiz de Salisbury (1830–1903)                                        | 2 aprilie 1878     | 28 aprilie 1880    | Conservator      | Disraeli II                        | [ 5 ]                         |       |
|                                     |                                      | Granville Leveson-Gower Al 2-lea Conte Granville (1815–1891)                                           | 28 aprilie 1880    | 24 iunie 1885      | Liberal          | Gladstone II                       | [ 5 ]                         |       |
|                                     |                                      | Robert Gascoyne-Cecil Al 3-lea Marchiz de Salisbury (1830–1903)                                        | 24 iunie 1885      | 6 februarie 1886   | Conservator      | Salisbury I                        | [ 5 ]                         |       |
|                                     |                                      | Archibald Primrose Al 5-lea Conte de Rosebery (1847–1929)                                              | 6 februarie 1886   | 3 august 1886      | Liberal          | Gladstone III                      | [ 5 ]                         |       |
|                                     |                                      | Stafford Northcote Primul Conte de Iddesleigh (1818–1887)                                              | 3 august 1886      | 12 ianuarie 1887   | Conservator      | Salisbury II                       | [ 5 ]                         |       |
|                                     |                                      | Robert Gascoyne-Cecil Al 3-lea Marchiz de Salisbury (1830–1903)                                        | 14 ianuarie 1887   | 11 august 1892     | Conservator      | Salisbury II                       | [ 5 ]                         |       |
|                                     |                                      | Archibald Primrose Al 5-lea Conte de Rosebery (1847–1929)                                              | 18 august 1892     | 11 martie 1894     | Liberal          | Gladstone IV                       | [ 5 ]                         |       |
|                                     |                                      | John Wodehouse Primul Conte de Kimberley (1826–1902)                                                   | 11 martie 1894     | 21 iunie 1895      | Liberal          | Rosebery                           | [ 5 ]                         |       |
|                                     |                                      | Robert Gascoyne-Cecil Al 3-lea Marchiz de Salisbury (1830–1903)                                        | 29 iunie 1895      | 12 noiembrie 1900  | Conservator      | Salisbury (III & IV) (Con.–Lib.U.) | [ 5 ]                         |       |
|                                     |                                      | Henry Petty-Fitzmaurice Al 5-lea Marchiz de Lansdowne (1845–1927)                                      | 12 noiembrie 1900  | 4 decembrie 1905   | Liberal Unionist | Salisbury (III & IV) (Con.–Lib.U.) | [ 5 ]                         |       |
|                                     | Edward al VII-lea (1901–1910)        | Henry Petty-Fitzmaurice Al 5-lea Marchiz de Lansdowne (1845–1927)                                      | 12 noiembrie 1900  | 4 decembrie 1905   | Liberal Unionist | Salisbury (III & IV) (Con.–Lib.U.) | [ 5 ]                         |       |
|                                     | Balfour                              | Henry Petty-Fitzmaurice Al 5-lea Marchiz de Lansdowne (1845–1927)                                      | 12 noiembrie 1900  | 4 decembrie 1905   | Liberal Unionist |                                    | [ 5 ]                         |       |
|                                     |                                      | Sir Edward Grey Parlamentar de Berwick-upon-Tweed (1862–1933)                                          | 10 decembrie 1905  | 10 decembrie 1916  | Liberal          | Campbell-Bannerman                 | [ 5 ]                         |       |
|                                     | Asquith (I–III)                      | Sir Edward Grey Parlamentar de Berwick-upon-Tweed (1862–1933)                                          | 10 decembrie 1905  | 10 decembrie 1916  | Liberal          |                                    | [ 5 ]                         |       |
|                                     | George al V-lea (1910–1936)          | Sir Edward Grey Parlamentar de Berwick-upon-Tweed (1862–1933)                                          | 10 decembrie 1905  | 10 decembrie 1916  | Liberal          |                                    | [ 5 ]                         |       |
|                                     | Asquith Coalition (Lib.–Con.–et al.) | Sir Edward Grey Parlamentar de Berwick-upon-Tweed (1862–1933)                                          | 10 decembrie 1905  | 10 decembrie 1916  | Liberal          |                                    | [ 5 ]                         |       |
|                                     |                                      | Arthur Balfour Parlamentar al City of London (1848–1930)                                               | 10 decembrie 1916  | 23 octombrie 1919  | Conservator      | Lloyd George (I & II)              | [ 5 ]                         |       |
|                                     |                                      | George Curzon Primul Marchiz Curzon de Kedleston (1859–1925)                                           | 23 octombrie 1919  | 22 ianuarie 1924   | Conservator      | Lloyd George (I & II)              | [ 5 ]                         |       |
|                                     | Law                                  | George Curzon Primul Marchiz Curzon de Kedleston (1859–1925)                                           | 23 octombrie 1919  | 22 ianuarie 1924   | Conservator      |                                    | [ 5 ]                         |       |
| Baldwin I                           |                                      | George Curzon Primul Marchiz Curzon de Kedleston (1859–1925)                                           | 23 octombrie 1919  | 22 ianuarie 1924   | Conservator      |                                    | [ 5 ]                         |       |
|                                     |                                      | Ramsay MacDonald Parlamentar de Aberavon (1866–1937)                                                   | 22 ianuarie 1924   | 3 noiembrie 1924   | Laburist         | MacDonald I                        | [ 5 ]                         |       |
|                                     |                                      | Sir Austen Chamberlain Parlamentar de Birmingham West (1863–1937)                                      | 6 noiembrie 1924   | 4 iunie 1929       | Conservator      | Baldwin II                         | [ 5 ]                         |       |
|                                     |                                      | Arthur Henderson Parlamentar de Burnley (1863–1935)                                                    | 7 iunie 1929       | 24 august 1931     | Laburist         | MacDonald II                       | [ 5 ]                         |       |
|                                     |                                      | Rufus Isaacs Primul Marchiz de Reading (1860–1935)                                                     | 25 august 1931     | 5 noiembrie 1931   | Liberal          | Național I (N.Lab.–Con.–etc.)      | [ 5 ]                         |       |
|                                     |                                      | Sir John Simon Parlamentar de Spen Valley (1873–1954)                                                  | 5 noiembrie 1931   | 7 iunie 1935       | Liberal Național | Național II                        | [ 5 ]                         |       |
|                                     |                                      | Sir Samuel Hoare Parlamentar de Chelsea (1880–1959)                                                    | 7 iunie 1935       | 18 decembrie 1935  | Conservator      | National III (Con.–N.Lab.–etc.)    | [ 5 ]                         |       |
|                                     |                                      | Anthony Eden Parlamentar de Warwick & Leamington (1897–1977)                                           | 22 decembrie 1935  | 20 februarie 1938  | Conservator      | National III (Con.–N.Lab.–etc.)    | [ 5 ]                         |       |
|                                     | Edward al VIII-lea (1936)            | Anthony Eden Parlamentar de Warwick & Leamington (1897–1977)                                           | 22 decembrie 1935  | 20 februarie 1938  | Conservator      | National III (Con.–N.Lab.–etc.)    | [ 5 ]                         |       |
|                                     | George al VI-lea (1936–1952)         | Anthony Eden Parlamentar de Warwick & Leamington (1897–1977)                                           | 22 decembrie 1935  | 20 februarie 1938  | Conservator      | National III (Con.–N.Lab.–etc.)    | [ 5 ]                         |       |
|                                     | Național IV                          | Anthony Eden Parlamentar de Warwick & Leamington (1897–1977)                                           | 22 decembrie 1935  | 20 februarie 1938  | Conservator      |                                    | [ 5 ]                         |       |
|                                     |                                      | Edward Wood Al 3-lea Viconte Halifax (1881–1959)                                                       | 21 februarie 1938  | 22 decembrie 1940  | Conservator      | [ 5 ]                              |                               |       |
|                                     | Chamberlain                          | Edward Wood Al 3-lea Viconte Halifax (1881–1959)                                                       | 21 februarie 1938  | 22 decembrie 1940  | Conservator      | [ 5 ]                              |                               |       |
| Churchill (toate partidele)         |                                      | Edward Wood Al 3-lea Viconte Halifax (1881–1959)                                                       | 21 februarie 1938  | 22 decembrie 1940  | Conservator      | [ 5 ]                              |                               |       |
|                                     |                                      | Anthony Eden Parlamentar de Warwick & Leamington (1897–1977)                                           | 22 decembrie 1940  | 26 iulie 1945      | Conservator      | [ 5 ]                              |                               |       |
| Churchill (interimar) (Con.–Lib.N.) |                                      | Anthony Eden Parlamentar de Warwick & Leamington (1897–1977)                                           | 22 decembrie 1940  | 26 iulie 1945      | Conservator      | [ 5 ]                              |                               |       |
|                                     |                                      | Ernest Bevin Parlamentar de Wandsworth Central → Woolwich East (1881–1951)}}                           | 27 iulie 1945      | 9 martie 1951      | Laburist         | Attlee (I & II)                    | [ 5 ]                         |       |
|                                     |                                      | Herbert Morrison Parlamentar de Lewisham South (1888–1965)                                             | 9 martie 1951      | 26 octombrie 1951  | Laburist         | Attlee (I & II)                    | [ 5 ]                         |       |
|                                     |                                      | Sir Anthony Eden Parlamentar de Warwick & Leamington (1897–1977)                                       | 28 octombrie 1951  | 7 aprilie 1955     | Conservator      | Churchill III                      | [ 5 ]                         |       |
|                                     | Elisabeta a II-a (1952–prezent)      | Sir Anthony Eden Parlamentar de Warwick & Leamington (1897–1977)                                       | 28 octombrie 1951  | 7 aprilie 1955     | Conservator      | Churchill III                      | [ 5 ]                         |       |
|                                     |                                      | Harold Macmillan Parlamentar de Bromley (1894–1986)                                                    | 7 aprilie 1955     | 20 decembrie 1955  | Conservator      | Eden                               | [ 5 ]                         |       |
|                                     |                                      | Selwyn Lloyd Parlamentar de Wirral (1904–1978)                                                         | 20 decembrie 1955  | 27 iulie 1960      | Conservator      | Eden                               | [ 5 ]                         |       |
| Macmillan (I & II)                  |                                      | Selwyn Lloyd Parlamentar de Wirral (1904–1978)                                                         | 20 decembrie 1955  | 27 iulie 1960      | Conservator      |                                    | [ 5 ]                         |       |
|                                     |                                      | Alec Douglas-Home Al 14-lea Conte de Home (1903–1995)                                                  | 27 iulie 1960      | 20 octombrie 1963  | Conservator      | [ 5 ]                              |                               |       |
|                                     |                                      | Richard Austen Butler Parlamentar de Saffron Walden (1902–1982)                                        | 20 octombrie 1963  | 16 octombrie 1964  | Conservator      | Douglas-Home                       | [ 5 ]                         |       |
|                                     |                                      | Patrick Gordon Walker nu a fost nici parlamentar, nici lord (1907–1980)                                | 16 octombrie 1964  | 22 ianuarie 1965   | Laburist         | Wilson (I & II)                    | [ 5 ]                         |       |
|                                     |                                      | Michael Stewart Parlamentar de Fulham (1906–1990)                                                      | 22 ianuarie 1965   | 11 august 1966     | Laburist         | Wilson (I & II)                    | [ 5 ]                         |       |
|                                     |                                      | George Brown Parlamentar de Belper (1914–1985)                                                         | 11 august 1966     | 16 martie 1968     | Laburist         | Wilson (I & II)                    | [ 5 ]                         |       |
|                                     |                                      | Michael Stewart Parlamentar de Fulham (1906–1990)                                                      | 16 martie 1968     | 17 octombrie 1968  | Laburist         | Wilson (I & II)                    | [ 5 ]                         |       |

^† A murit în timpul deținerii funcției.
1. ↑  Prințul de Wales a fost prinț regent din 5 februarie 1811.
2. ↑  Ridicat la rangul de pair al Marii Britanii în noiembrie 1803.
3. ↑  Ales într-o nouă circumscripție la alegerile generale din 1807.
4. ↑  Ales într-o nouă circumscripție la alegerile generale din 1950.
5. ↑  Walker a fost parlamentar de Smethwick și secretar pentru afaceri externe din umbră al Partidului Laburist, înaintea alegerilor generale din 1964. Și-a pierdut mandatul în alegeri, dar a fost numit totuși în acest post. A demisionat după ce a pierdut alegerea din 1965 din Leyton.

### Secretari de stat pentru afaceri externe și Commonwealth (1968–prezent)
Post creat prin fuziunea Foreign Office cu Commonwealth Office.
| Portret | Portret      | Nume (n.–d.)                                                                    | Perioadă           | Perioadă           | Partid      | Guvern                    | Suveran (domnie)                  | Ref.        |
| ------- | ------------ | ------------------------------------------------------------------------------- | ------------------ | ------------------ | ----------- | ------------------------- | --------------------------------- | ----------- |
|         |              | Michael Stewart Parlamentar de Fulham (1906–1990)                               | 17 octombrie 1968  | 19 iunie 1970      | Laburist    | Wilson (I & II)           | Elisabeta a II-a (1952–2022)      | [ 5 ]       |
|         |              | Sir Alec Douglas-Home Parlamentar de Kinross and Western Perthshire (1903–1995) | 20 iunie 1970      | 4 martie 1974      | Conservator | Heath                     | Elisabeta a II-a (1952–2022)      | [ 5 ]       |
|         |              | James Callaghan Parlamentar de Cardiff South East (1912–2005)                   | 5 martie 1974      | 5 aprilie 1976     | Laburist    | Wilson (III & IV)         | Elisabeta a II-a (1952–2022)      | [ 5 ]       |
|         |              | Anthony Crosland Parlamentar de Great Grimsby (1918–1977)                       | 8 aprilie 1976     | 19 februarie 1977  | Laburist    | Callaghan                 | Elisabeta a II-a (1952–2022)      | [ 5 ]       |
|         |              | David Owen Parlamentar de Plymouth Devonport (n. 1938)                          | 22 februarie 1977  | 4 mai 1979         | Laburist    | Callaghan                 | Elisabeta a II-a (1952–2022)      | [ 5 ]       |
|         |              | Peter Carington al 6-lea Baron Carrington (1919–2018)                           | 5 mai 1979         | 5 aprilie 1982     | Conservator | Thatcher I                | Elisabeta a II-a (1952–2022)      | [ 5 ]       |
|         |              | Francis Pym Parlamentar de Cambridgeshire (1922–2008)                           | 6 aprilie 1982     | 11 iunie 1983      | Conservator | Thatcher I                | Elisabeta a II-a (1952–2022)      | [ 5 ]       |
|         |              | Sir Geoffrey Howe Parlamentar de East Surrey (1926–2015)                        | 11 iunie 1983      | 24 iulie 1989      | Conservator | Thatcher II               | Elisabeta a II-a (1952–2022)      | [ 5 ]       |
|         | Thatcher III | Sir Geoffrey Howe Parlamentar de East Surrey (1926–2015)                        | 11 iunie 1983      | 24 iulie 1989      | Conservator |                           | Elisabeta a II-a (1952–2022)      | [ 5 ]       |
|         |              | John Major Parlamentar de Huntingdon (n. 1943)                                  | 24 iulie 1989      | 26 octombrie 1989  | Conservator | [ 5 ]                     | Elisabeta a II-a (1952–2022)      |             |
|         |              | Douglas Hurd Parlamentar de Witney (n. 1930)                                    | 26 octombrie 1989  | 5 iulie 1995       | Conservator | [ 5 ]                     | Elisabeta a II-a (1952–2022)      |             |
|         | Major I      | Douglas Hurd Parlamentar de Witney (n. 1930)                                    | 26 octombrie 1989  | 5 iulie 1995       | Conservator | [ 5 ]                     | Elisabeta a II-a (1952–2022)      |             |
|         | Major II     | Douglas Hurd Parlamentar de Witney (n. 1930)                                    | 26 octombrie 1989  | 5 iulie 1995       | Conservator | [ 5 ]                     | Elisabeta a II-a (1952–2022)      |             |
|         |              | Malcolm Rifkind Parlamentar de Edinburgh Pentlands (n. 1946)                    | 5 iulie 1995       | 2 mai 1997         | Conservator | [ 5 ]                     | Elisabeta a II-a (1952–2022)      |             |
|         |              | Robin Cook Parlamentar de Livingston (1946–2005)                                | 2 mai 1997         | 8 iunie 2001       | Laburist    | Blair (I–III)             | Elisabeta a II-a (1952–2022)      | [ 5 ]       |
|         |              | Jack Straw Parlamentar de Blackburn (n. 1946)                                   | 8 iunie 2001       | 5 mai 2006         | Laburist    | Blair (I–III)             | Elisabeta a II-a (1952–2022)      | [ 5 ]       |
|         |              | Margaret Beckett Parlamentar de Derby South (n. 1943)                           | 5 mai 2006         | 28 iunie 2007      | Laburist    | Blair (I–III)             | Elisabeta a II-a (1952–2022)      | [ 5 ]       |
|         |              | David Miliband Parlamentar de South Shields (n. 1965)                           | 28 iunie 2007      | 11 mai 2010        | Laburist    | Brown                     | Elisabeta a II-a (1952–2022)      | [ 5 ]       |
|         |              | William Hague FRSL Parlamentar de Richmond (Yorks) (n. 1961)                    | 11 mai 2010        | 14 iulie 2014      | Conservator | Cameron–Clegg (Con.–L.D.) | Elisabeta a II-a (1952–2022)      | [ 5 ]       |
|         |              | Philip Hammond Parlamentar de Runnymede and Weybridge (n. 1955)                 | 14 iulie 2014      | 13 iulie 2016      | Conservator | Cameron–Clegg (Con.–L.D.) | Elisabeta a II-a (1952–2022)      | [ 5 ]       |
|         | Cameron II   | Philip Hammond Parlamentar de Runnymede and Weybridge (n. 1955)                 | 14 iulie 2014      | 13 iulie 2016      | Conservator |                           | Elisabeta a II-a (1952–2022)      | [ 5 ]       |
|         |              | Boris Johnson Parlamentar de Uxbridge and South Ruislip (n. 1964)               | 13 iulie 2016      | 9 iulie 2018       | Conservator | May I                     | Elisabeta a II-a (1952–2022)      | [ 5 ] [ 6 ] |
|         | May II       | Boris Johnson Parlamentar de Uxbridge and South Ruislip (n. 1964)               | 13 iulie 2016      | 9 iulie 2018       | Conservator |                           | Elisabeta a II-a (1952–2022)      | [ 5 ] [ 6 ] |
|         |              | Jeremy Hunt Parlamentar de South West Surrey (n. 1966)                          | 9 iulie 2018       | 24 iulie 2019      | Conservator | [ 7 ]                     | Elisabeta a II-a (1952–2022)      |             |
|         |              | Dominic Raab Parlamentar de Esher and Walton (n. 1974)                          | 24 iulie 2019      | 15 septembrie 2021 | Conservator | Johnson I                 | Elisabeta a II-a (1952–2022)      |             |
|         |              | Elizabeth Truss Parlamentar de South West Norfolk (n. 1975)                     | 15 septembrie 2021 | 6 septembrie 2022  | Conservator | Johnson II                | Elisabeta a II-a (1952–2022)      |             |
|         |              | James Cleverly Parlamentar de Braintree (n. 1969)                               | 6 septembrie 2022  | 13 noiembrie 2023  | Conservator | Truss Sunak               | Charles al III-lea (2022–prezent) |             |
|         |              | David Cameron (n. 1966)                                                         | 13 noiembrie 2023  | 5 iulie 2024       | Conservator | Sunak                     | Charles al III-lea (2022–prezent) |             |
|         |              | David Lammy Parlamentar de Tottenham (n. 1972)                                  | 5 iulie 2024       | în funcție         | Laburist    | Starmer                   | Charles al III-lea (2022–prezent) | [ 5 ]       |

## Legături externe
- Site-ul FCO